# Purusglansvogel
De purusglansvogel (Galbalcyrhynchus purusianus) is een vogel uit de familie Galbulidae (glansvogels).

## Verspreiding en leefgebied
Deze soort komt voor in het zuidwestelijk Amazonebekken van oostelijk Peru, noordelijk Bolivia en westelijk Brazilië.

## Status
De grootte van de populatie is niet gekwantificeerd maar de soort wordt omschreven als algemeen. Op de Rode lijst van de IUCN heeft deze soort de status niet bedreigd.